# Кривопілля (Червенський район)
Кривопілля (біл. вёска Крываполле) — село в складі Червенського району Мінської області, Білорусь. Село підпорядковане Валевачівській сільській раді, розташоване в центральній частині області.